# Station Sagemühl
Station Sagemühl was een spoorwegstation in de Poolse plaats Ostrowiec.